# Saint-Dizier-l'Évêque
Pour les articles homonymes, voir Saint-Dizier (homonymie) et L'Évêque.
Saint-Dizier-l'Évêque est une commune française située dans le département du Territoire de Belfort, la région culturelle et historique de Franche-Comté et la région administrative Bourgogne-Franche-Comté. 
La commune est administrativement rattachée au canton de Delle.

## Géographie
Le village est situé à 560 m d'altitude sur le bord du plateau jurassique formant l'extrême sud du département.

### Climat
Pour des articles plus généraux, voir Climat de la Bourgogne-Franche-Comté et Climat du Territoire de Belfort.
En 2010, le climat de la commune est de type climat de montagne, selon une étude du Centre national de la recherche scientifique s'appuyant sur une série de données couvrant la période 1971-2000. En 2020, Météo-France publie une typologie des climats de la France métropolitaine dans laquelle la commune est dans une zone de transition entre le climat semi-continental et le climat de montagne et est dans la région climatique  Vosges, caractérisée par une pluviométrie très élevée (1 500 à 2 000 mm/an) en toutes saisons et un hiver rude (moins de 1 °C). 
Pour la période 1971-2000, la température annuelle moyenne est de 9 °C, avec une amplitude thermique annuelle de 17,2 °C. Le cumul annuel moyen de précipitations est de 1 282 mm, avec 12,5 jours de précipitations en janvier et 11 jours en juillet. Pour la période 1991-2020, la température moyenne annuelle observée sur la station météorologique installée sur la commune est de 10,1 °C et le cumul annuel moyen de précipitations est de 1 099,4 mm. 
La température maximale relevée sur cette station est de 37 °C, atteinte le 13 août 2003 ; la température minimale est de −17,4 °C, atteinte le 20 décembre 2009,,. 
| Mois                                  | jan.             | fév.           | mars           | avril         | mai           | juin          | jui.          | août         | sep.          | oct.          | nov.             | déc.           | année      |
| ------------------------------------- | ---------------- | -------------- | -------------- | ------------- | ------------- | ------------- | ------------- | ------------ | ------------- | ------------- | ---------------- | -------------- | ---------- |
| Température minimale moyenne (°C)     | −1               | −0,5           | 2,2            | 5,3           | 9,2           | 12,7          | 14,6          | 14,6         | 10,9          | 7,3           | 2,8              | −0,1           | 6,5        |
| Température moyenne (°C)              | 1,4              | 2,4            | 5,9            | 9,6           | 13,5          | 17,2          | 19,1          | 19           | 14,8          | 10,5          | 5,4              | 2,4            | 10,1       |
| Température maximale moyenne (°C)     | 3,9              | 5,4            | 9,6            | 13,9          | 17,9          | 21,7          | 23,7          | 23,5         | 18,8          | 13,7          | 8                | 4,8            | 13,7       |
| Record de froid (°C) date du record   | −13,3 04.01.1993 | −16,5 07.02.12 | −13,8 01.03.05 | −5,1 08.04.03 | −0,2 05.05.19 | 1,8 02.06.06  | 7 13.07.1993  | 6 31.08.1995 | 3,2 29.09.02  | −6,3 25.10.03 | −10,5 23.11.1998 | −17,4 20.12.09 | −17,4 2009 |
| Record de chaleur (°C) date du record | 16,9 01.01.23    | 19,2 24.02.21  | 23,9 31.03.21  | 26,3 21.04.18 | 30 28.05.17   | 33,5 19.06.22 | 36,2 24.07.19 | 37 13.08.03  | 30,6 12.09.23 | 28,1 13.10.23 | 22,1 07.11.15    | 17,7 31.12.22  | 37 2003    |
| Précipitations (mm)                   | 75,9             | 71,7           | 77             | 81,3          | 111,6         | 100           | 92,7          | 99,1         | 89,1          | 102,1         | 97,6             | 101,3          | 1 099,4    |

| Diagramme climatique                                  |             |          |             |              |             |              |              |              |              |          |              |
| J                                                     | F           | M        | A           | M            | J           | J            | A            | S            | O            | N        | D            |
| 3,9−175,9                                             | 5,4−0,571,7 | 9,62,277 | 13,95,381,3 | 17,99,2111,6 | 21,712,7100 | 23,714,692,7 | 23,514,699,1 | 18,810,989,1 | 13,77,3102,1 | 82,897,6 | 4,8−0,1101,3 |
| Moyennes : • Temp. maxi et mini °C • Précipitation mm |             |          |             |              |             |              |              |              |              |          |              |

Les paramètres climatiques de la commune ont été estimés pour le milieu du siècle (2041-2070) selon différents scénarios d'émission de gaz à effet de serre à partir des nouvelles projections climatiques de référence DRIAS-2020. Ils sont consultables sur un site dédié publié par Météo-France en novembre 2022.

## Urbanisme

### Typologie
Au 1er janvier 2024, Saint-Dizier-l'Évêque est catégorisée commune rurale à habitat dispersé, selon la nouvelle grille communale de densité à sept niveaux définie par l'Insee en 2022.
Elle est située hors unité urbaine. Par ailleurs la commune fait partie de l'aire d'attraction de Montbéliard, dont elle est une commune de la couronne,. Cette aire, qui regroupe 137 communes, est catégorisée dans les aires de 50 000 à moins de 200 000 habitants,.

### Occupation des sols
L'occupation des sols de la commune, telle qu'elle ressort de la base de données européenne d’occupation biophysique des sols Corine Land Cover (CLC), est marquée par l'importance des forêts et milieux semi-naturels (53,8 % en 2018), une proportion sensiblement équivalente à celle de 1990 (53,4 %). La répartition détaillée en 2018 est la suivante : 
forêts (51,5 %), terres arables (28,1 %), prairies (14,4 %), zones urbanisées (3,8 %), milieux à végétation arbustive et/ou herbacée (2,3 %). L'évolution de l’occupation des sols de la commune et de ses infrastructures peut être observée sur les différentes représentations cartographiques du territoire : la carte de Cassini (XVIIIe siècle), la carte d'état-major (1820-1866) et les cartes ou photos aériennes de l'IGN pour la période actuelle (1950 à aujourd'hui).

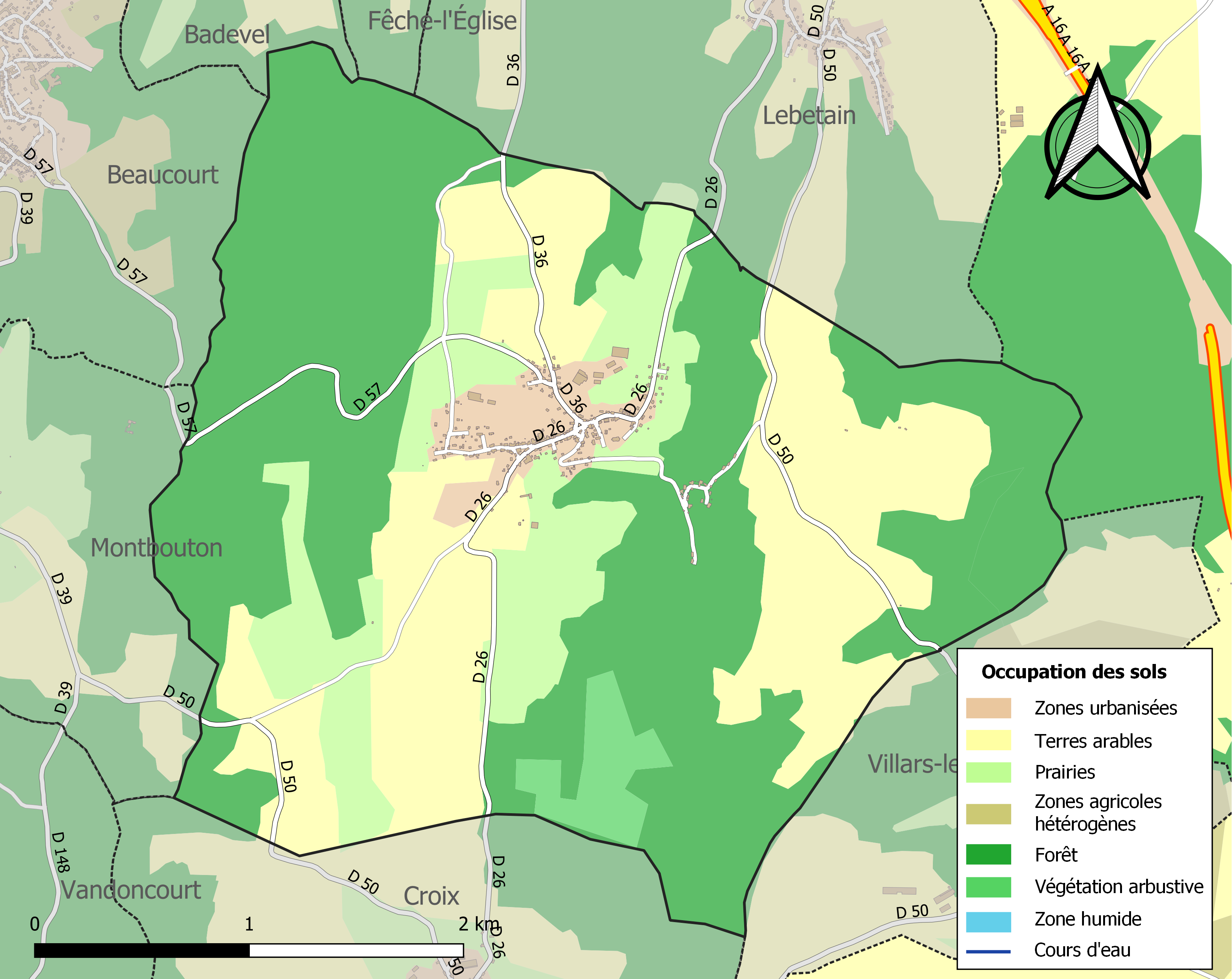
Carte des infrastructures et de l'occupation des sols de la commune en 2018 (CLC).

## Toponymie
- Sancti Desiderii (vers 672 et 1150), Sancto Desiderio (1232), Sant Sthoͤrgien (1303), Sant Sterie/sant Steire/sant Stire/sant Stere (1394), Saint Desier (XVe siècle), Saint-Dizier (1801), Saint-Dizier-l'Évêque (1937).
- En allemand : Sanct-Störigen[12].

## Histoire
A l'emplacement du village actuel se trouvait, d'après la légende de saint Dizier, un oratoire dédié à saint Martin. C'est là que fut enterré Desiderius, futur saint Dizier et son diacre Regenfroid (ou Reinfroid), après avoir été assassinés à Croix par des brigands, dans les années 670. Vers 736, le comte Eberhard, fils du duc d'Alsace, fait don à l'abbaye de Murbach (créée en 728) de la villa Datira (Delle) ainsi que l'église où se trouve le corps de Dizier. Une église existait donc déjà à l'époque mérovingienne et le tombeau de Dizier faisait l'objet de pèlerinages importants où étaient amenés les malades mentaux ; la thérapie consistait entre autres à faire ramper le patient dans un étroit passage situé sous le sarcophage du saint. Cette église fut reconstruite au début du XIe siècle et inaugurée en 1041. La paroisse qu'elle symbolisait alors couvrait les villages de Villars-le-Sec, Fêche-l'Église, Lebetain et une partie de Beaucourt et de Montbouton. À une certaine époque, elle comprenait également Bure (Jura) (actuellement en Suisse) et Croix. La reconstruction de l'église fut l'occasion pour les moines de Murbach de transférer dans leur abbaye les restes et reliques de saint Dizier et de saint Regenfroid. Le village, qui s'était développé au XIe siècle grâce à la renommée du saint, était devenu le chef-lieu d'une mairie dont l'étendue était celle de la paroisse.
Le fief de Saint-Dizier a relevé du Saint Empire (abbaye de Murbach, comté de Ferrette) jusqu'en 1648, après la guerre de Trente Ans, et son rattachement à la France. Dans les actes rédigés en allemand le nom du village a été germanisé en Sanct Sthörgen ou Sanct Stoeringen.
L'église de Saint-Dizier est une des plus anciennes de la région. Bien sûr il ne reste sans doute plus rien de l'oratoire de Saint-Martin où Desiderius lui-même a célébré la messe vers 670. De l'église construite au début du VIIIe siècle subsisteraient une absidiole et la partie inférieure du clocher-porche. La construction de 1041 ne conserve que quelques murs et le plan de l'édifice précédent. Vers 1575, nouvelle construction où le plafond horizontal est remplacé par des voûtes en croisées d'ogives, ce qui oblige à ajouter des contreforts extérieurs. Au début du XVIIIe siècle, la toiture est entièrement modifiée. Plusieurs aménagements ont été effectués au XIXe siècle, en particulier vers 1853, 1875 et 1881. Le clocher en bâtière fut surélevé en 1875 et l'orientation du faîte de son toit à deux pans a été tournée de 90 degrés. C'est en 1937 que le terme « l'Évêque » a été adjoint au nom de Saint-Dizier pour désigner le village en évitant l'homonymie avec les autres Saint-Dizier de France.

## Héraldique
|  | Les armes de la commune se blasonnent ainsi : Parti, au 1 d’or au lion contourné de gueules la queue fourchée passée en sautoir, au 2 d’azur à la crosse épiscopale d’or. |

## Politique et administration
| Période                                  | Période        | Identité                     | Étiquette | Qualité |
| ---------------------------------------- | -------------- | ---------------------------- | --------- | ------- |
| Les données manquantes sont à compléter. |                |                              |           |         |
| 1547                                     | 1557           | Jehan Estevenin              |           |         |
| 1645                                     |                | Thiébault Fredez             |           |         |
| 1648                                     |                | Pierre Schick                |           |         |
| 1794                                     |                | Pierre-Joseph Riche          |           |         |
| 1814                                     |                | Jean-Pierre Ducomte          |           |         |
| 1820                                     |                | Jean-Marcel Berget           |           |         |
| mai 1821                                 | janvier 1835   | Xavier Michelat              |           |         |
| janvier 1835                             | mai 1871       | Pierre Roy                   |           |         |
| mai 1871                                 | mai 1888       | François Roy                 |           |         |
| mai 1888                                 | décembre 1906  | Jules Bidaux                 |           |         |
| décembre 1906                            | 1914           | Joseph Moinat                |           |         |
| 1914                                     | 1918           | Adolphe Koenig (par intérim) |           |         |
| 1918                                     | septembre 1945 | Joseph Moinat                |           |         |
| septembre 1945                           | mars 1959      | René Noirat                  |           |         |
| mars 1959                                | juillet 1967   | Maurice Moinat               |           |         |
| juillet 1967                             | juin 1995      | Bernard Talon                |           |         |
| juin 1995                                | 2014           | Denis Bandelier              |           |         |
| 2014                                     | En cours       | Nicolas Peterlini            |           |         |

## Population et société

### Démographie
L'évolution du nombre d'habitants est connue à travers les recensements de la population effectués dans la commune depuis 1793. Pour les communes de moins de 10 000 habitants, une enquête de recensement portant sur toute la population est réalisée tous les cinq ans, les populations de référence des années intermédiaires étant quant à elles estimées par interpolation ou extrapolation. Pour la commune, le premier recensement exhaustif entrant dans le cadre du nouveau dispositif a été réalisé en 2008.

En 2022, la commune comptait 430 habitants, en évolution de +0,94 % par rapport à 2016 (Territoire de Belfort : −2,78 %, France hors Mayotte : +2,11 %).
| 1793 | 1800 | 1806 | 1821 | 1831 | 1836 | 1841 | 1846 | 1851 |
| ---- | ---- | ---- | ---- | ---- | ---- | ---- | ---- | ---- |
| 505  | 315  | 346  | 428  | 490  | 534  | 610  | 652  | 637  |

| 1856 | 1861 | 1866 | 1872 | 1876 | 1881 | 1886 | 1891 | 1896 |
| ---- | ---- | ---- | ---- | ---- | ---- | ---- | ---- | ---- |
| 685  | 704  | 700  | 651  | 652  | 653  | 630  | 608  | 613  |

| 1901 | 1906 | 1911 | 1921 | 1926 | 1931 | 1936 | 1946 | 1954 |
| ---- | ---- | ---- | ---- | ---- | ---- | ---- | ---- | ---- |
| 559  | 508  | 480  | 437  | 401  | 321  | 310  | 285  | 300  |

| 1962 | 1968 | 1975 | 1982 | 1990 | 1999 | 2006 | 2008 | 2013 |
| ---- | ---- | ---- | ---- | ---- | ---- | ---- | ---- | ---- |
| 295  | 282  | 281  | 321  | 346  | 367  | 390  | 397  | 424  |

| 2018 | 2022 | - | - | - | - | - | - | - |
| ---- | ---- | - | - | - | - | - | - | - |
| 431  | 430  | - | - | - | - | - | - | - |

## Culture locale et patrimoine

### Lieux et monuments
- Église Saint-Dizier, du XIe siècle, inscrite monument historique en 1926.

### Personnalités liées à la commune
- Didier de Rennes (Saint Dizier), prélat du VIIe siècle assassiné aux alentours de Saint-Dizier-l'Évêque à la fin du VIIe siècle

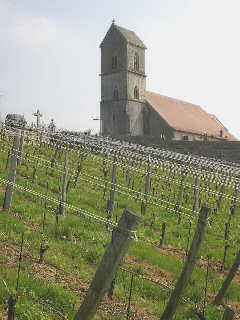
L'église avec son clocher en bâtière et le vignoble.
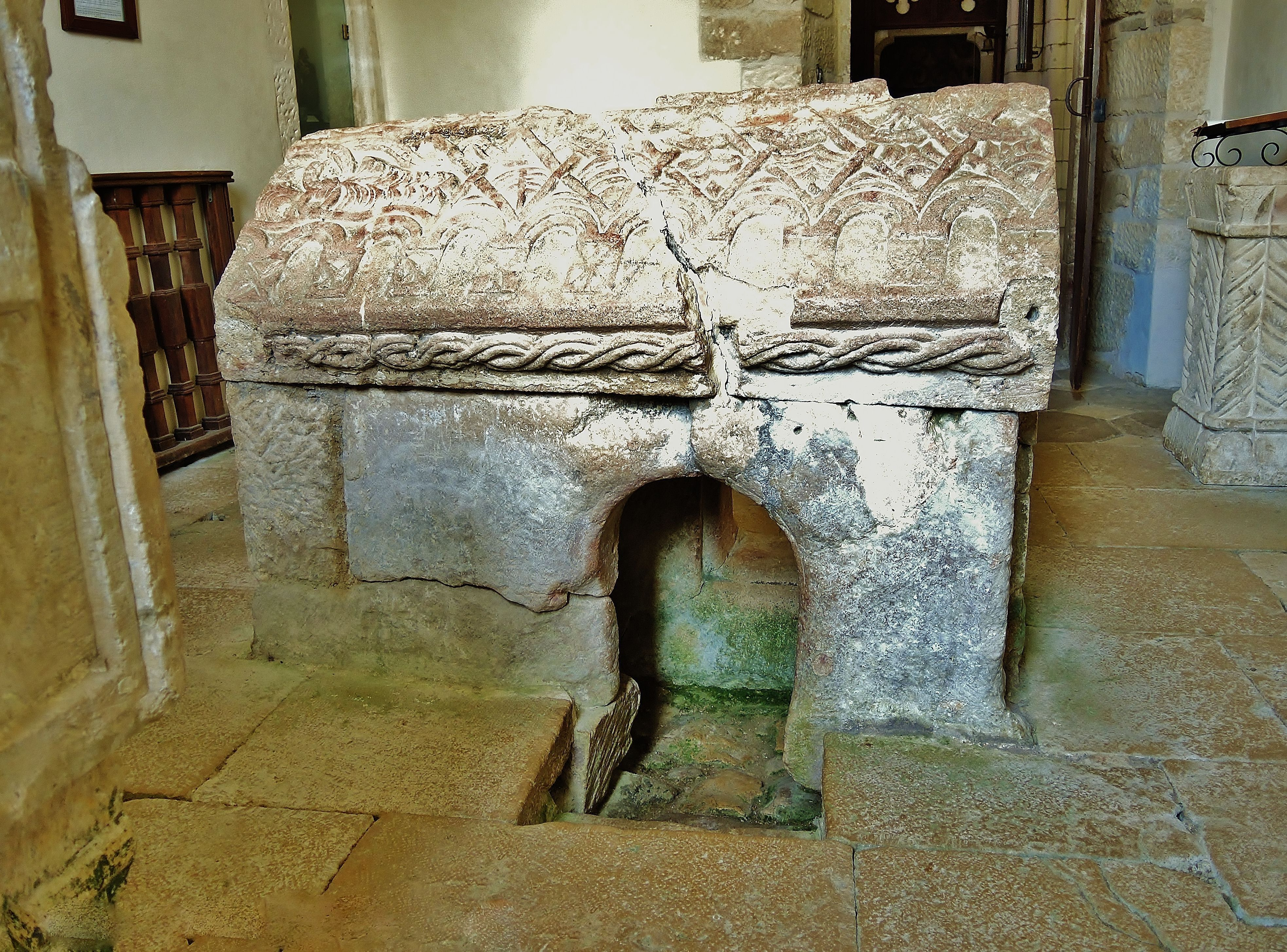
La pierre des fous. Tombeau de Saint-Dizier.
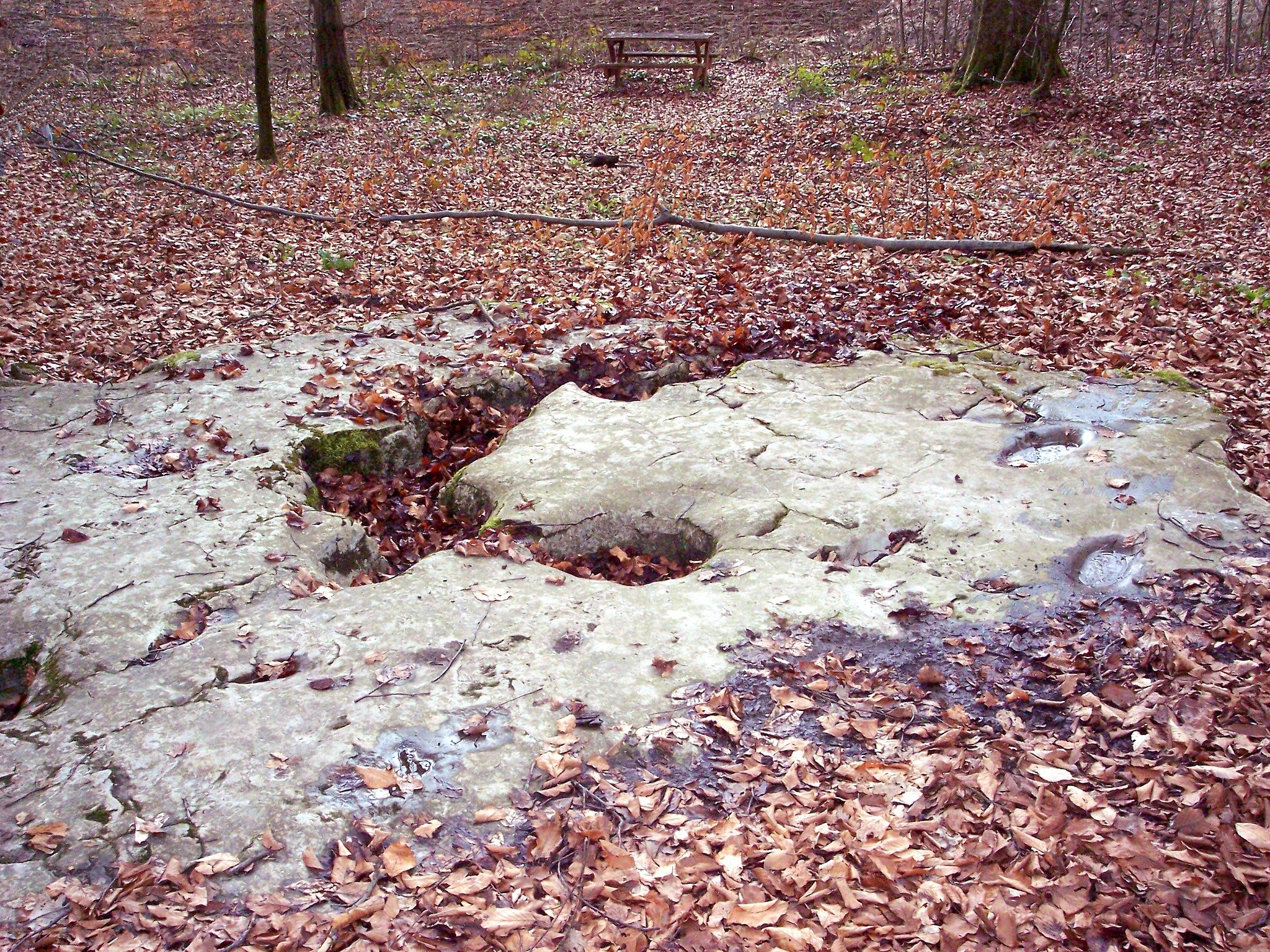
Rocher des pas du Diable.
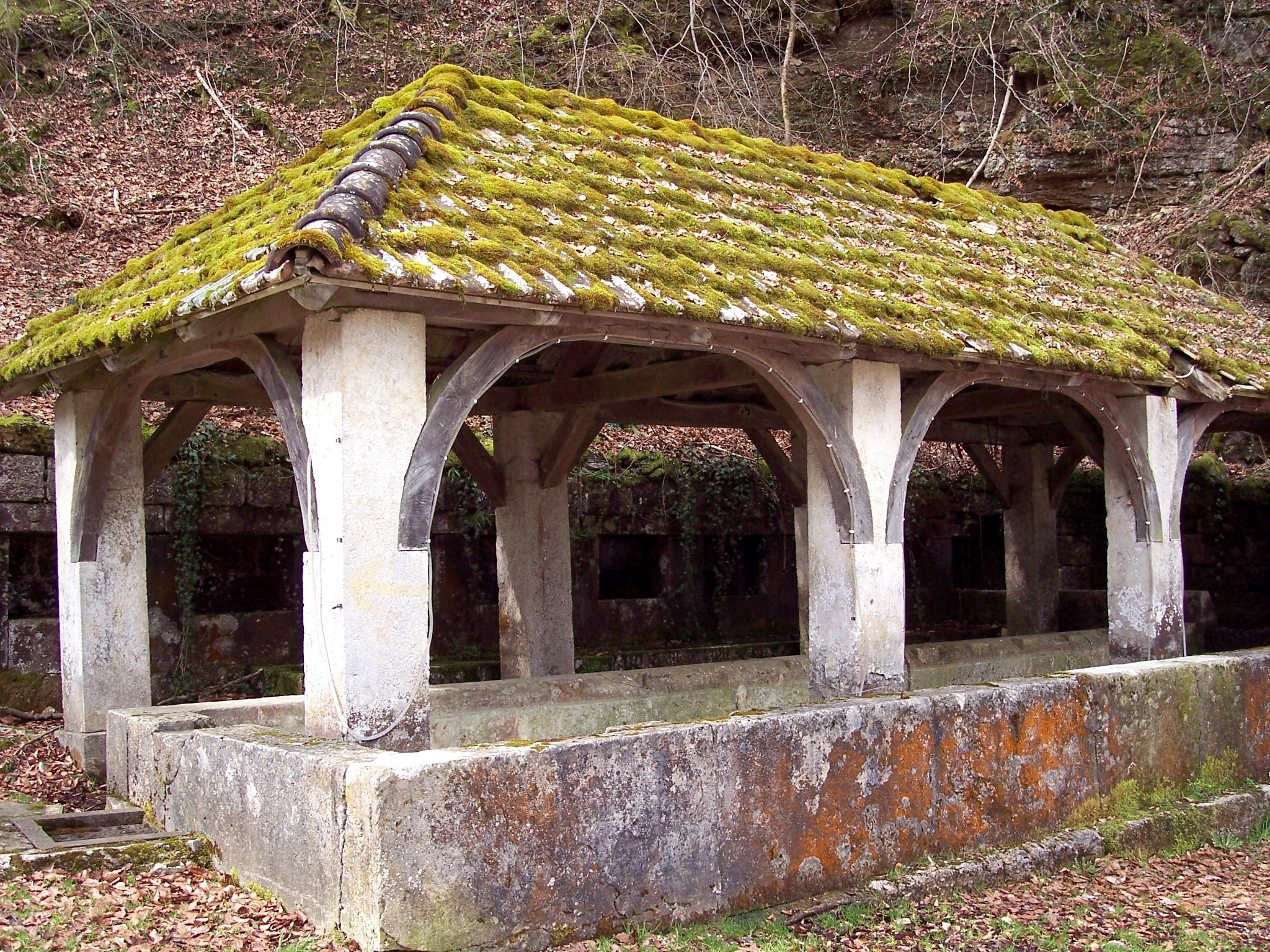
Fontaine du Val.

## Pour approfondir